# Golfe de Tryochnikova
Le golfe de Tryochnikova est un golfe de l'océan Austral situé dans la partie sud de la mer de Davis.
Il a été introduit assez récemment dans la quatrième édition catalogue de référence Limits of Oceans and Seas édité en 2002.
- Au nord : du cap Maksimova (65° 55′ S, 88° 01′ E), le point nord-est de la barrière ouest, une ligne vers l'est jusqu'au cap Vize (64° 56′ S, 95° 35′ E), l'extrémité nord-ouest de la barrière de Shackleton
- Au sud : du cap Vize généralement vers l'ouest, le long de la barrière de Shackleton, de la côte antarctique et barrière ouest, jusqu'au cap Maksimova.

Il fut nommé ainsi en l'honneur de Alexeï Triochnikov, président de la Société russe de géographie depuis 1977.